# Sobor, Hungary
Sobor là một thị trấn thuộc hạt Győr-Moson-Sopron, Hungary. Thị trấn này có diện tích 16,72 km², dân số năm 2010 là 280 người, mật độ 17 người/km².